# Bestia longipes
Bestia longipes är en bladmossart som beskrevs av Brotherus 1906. Bestia longipes ingår i släktet Bestia och familjen Leucodontaceae. Inga underarter finns listade i Catalogue of Life.